# Luís Mata
Luís Carlos Machado Mata (ur. 6 lipca 1997 w Porto) – portugalski piłkarz, występujący na pozycji obrońcy. Wychowanek FC Porto, w 2017 zawodnik Portimonense SC, w latach 2018–2019 FC Cartagena, w latach 2020–2023 Pogoni Szczecin, od 2025 Kajrat Ałmaty do którego jest wypożyczony z Zagłębia Lubin. Młodzieżowy reprezentant Portugalii.

## Statystyki klubowe
(aktualne na dzień 14 stycznia 2022)
| Klub                | Sezon              | Liga               | Liga  | Liga   | Puchar kraju | Puchar kraju | Europa | Europa | Suma  | Suma   |
| Klub                | Sezon              | Liga               | Mecze | Bramki | Mecze        | Bramki       | Mecze  | Bramki | Mecze | Bramki |
| ------------------- | ------------------ | ------------------ | ----- | ------ | ------------ | ------------ | ------ | ------ | ----- | ------ |
| Porto B             | 2016/2017          | LigaPro            | 16    | 0      | –            | –            | –      | –      | 16    | 0      |
| Portimonense (wyp.) | 2016/2017          | LigaPro            | 17    | 0      | –            | –            | –      | –      | 17    | 0      |
| Porto B             | 2017/2018          | LigaPro            | 23    | 1      | –            | –            | –      | –      | 23    | 1      |
| Cartagena (wyp.)    | 2018/2019          | Segunda División B | 16    | 0      | 1            | 0            | –      | –      | 17    | 0      |
| Porto B             | 2019/2020          | LigaPro            | 23    | 0      | –            | –            | –      | –      | 23    | 0      |
| Porto B             | Łącznie w Porto B  | Łącznie w Porto B  | 62    | 1      | 0            | 0            | 0      | 0      | 62    | 1      |
| Pogoń Szczecin      | 2020/2021          | Ekstraklasa        | 18    | 0      | 1            | 0            | –      | –      | 19    | 0      |
| Pogoń Szczecin      | 2021/2022          | Ekstraklasa        | 16    | 0      | 0            | 0            | 2      | 0      | 18    | 0      |
| Pogoń Szczecin      | Łącznie w Pogoni   | Łącznie w Pogoni   | 34    | 0      | 1            | 0            | 2      | 0      | 37    | 0      |
| Łącznie w karierze  | Łącznie w karierze | Łącznie w karierze | 129   | 1      | 2            | 0            | 2      | 0      | 133   | 1      |

## Sukcesy
Pogoń Szczecin
- 3. miejsce w Ekstraklasie: 2020/21